# 日內瓦會議 (1954年)

日内瓦会议

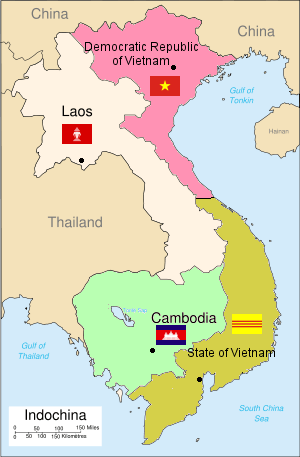
會議導致法屬印度支那分裂。創建了三個繼承國：柬埔寨王國；老撾王國；由胡志明和越盟領導的越南民主共和國。越南國淪為越南南部。越南的分裂預計只是暫時的，計劃在1956年舉行選舉以統一國家。

日内瓦会议（法語：la Conférence de Genève）是1954年4月至7月在瑞士日内瓦万国宫召开的一次国际性多边会议。其议程是关于重建印度支那和朝鮮半島的和平的问题。

## 背景
第二次世界大战结束后法国企图在印度支那恢复其殖民统治，这导致了第一次印度支那战争的爆发。虽然法国在戰爭中壓制越南獨立同盟會，但最終于1954年被越南勞動黨主席胡志明领导的越盟和越南人民军打败。
1953年2月25日至28日，苏、美、法、英四国外长在柏林达成协议：由苏、美、法、英和中华人民共和国及其他有关国家的代表，于1954年4月26日起在日内瓦开会，分别讨论朝鲜问题和印度支那问题。
1954年5月3日奠边府战役结束后，法国约瑟夫·拉涅尔主战内阁倒台，孟戴斯·弗朗斯主和派组阁。1954年5月8日日内瓦印度支那和平解决方案开始谈判。

## 参与方
美、苏、英、法、中华人民共和国、越南民主共和国（北越）、越南国（南越）、寮王國、柬埔寨王国的代表参加谈判。
| 主权国家和地区 | 与会国政体           | 时任与会国国家元首或最高领导人               | 与会代表职务名称                                   | 与会代表        |
| 与会国家和地区 | 与会国家和地区       | 与会国家和地区                               | 与会国家和地区                                     | 与会国家和地区  |
| -------------- | -------------------- | -------------------------------------------- | -------------------------------------------------- | --------------- |
| 美国           | 联邦共和制           | 美国总统 艾森豪威尔                          | 美国国务卿                                         | 杜勒斯          |
| 苏联           | 社会主义共和国联邦制 | 苏联共产党第一书记 赫鲁晓夫                  | 苏联外交部长                                       | 莫洛托夫        |
| 英国           | 君主立宪制           | 英国女王 伊丽莎白二世                        | 英国首相                                           | 安东尼·艾登     |
| 法國           | 共和制               | 法国总统 勒内·科蒂                           | 代表团团长                                         | 乔治·皮杜尔     |
| 中华人民共和国 | 社会主义共和国       | 中国共产党主席兼中华人民共和国主席 毛泽东    | 中华人民共和国国务院总理兼中华人民共和国外交部部长 | 周恩来          |
| 越南民主共和国 | 社会主义共和国       | 越南劳动党主席兼越南民主共和国主席 胡志明    | 越南民主共和国政府总理                             | 范文同          |
| 越南国         | 君主立宪制           | 越南国元首 保大                              | 越南国首相                                         | 吳廷琰          |
|                | 君主立宪制           | 老挝国王 西萨旺·冯 老挝爱国战线主席 苏发努冯 | 老挝首相                                           | 梭发那·富马亲王 |
| 柬埔寨王國     | 君主立宪制           | 柬埔寨国王 诺罗敦·西哈努克                   | 柬埔寨首相                                         | 宾努            |
|                | 社会主义共和国       | 朝鲜劳动党委员长兼朝鲜内阁首相 金日成        | 朝鲜外务省外务相                                   | 南日            |
|                | 总统制               | 大韩民国总统 李承晚                          | 大韩民国外务部部长                                 | 卞榮泰          |

## 会议經過
1954年4月19日，中國共產黨主席毛澤東任命總理兼外長周恩來為出席日內瓦會議之中國代表團首席代表；日內瓦會議是中國共產黨建立的新政府「中华人民共和国」第一次參加由世界各主要國家出席之國際會議:93。4月26日，日內瓦會議在國聯大廈開始舉行，會議首先討論朝鮮問題，直到6月15日結束時，始終未能達成任何協議:95。从4月26日到6月15日，全体会议15次，限制性会议1次。日內瓦會從5月8日起，開始討論印度支那問題，根據毛澤東長期革命鬥爭之經驗，建議越南人民軍抓住前一天取得奠邊府戰役之勝利之有利時機，積極擴大戰果，切不可消極等待會議談判之結果:95。印度支那问题会议从5月8日开始到7月21日，全体会议8次，限制性会议24次。日內瓦會議6月18日達成《關於柬埔寨和老撾停止敵對行動的協議》，隨後宣佈休會；7月6日，周恩來一行回到北京，當晚毛在中南海住處召開會議，聽取周關於日內瓦會議進展情況之報告:96-98。
6月20日至7月12日，在會議僵持不下与会各国首席代表休会，周恩来先后访问印度、缅甸，1954年7月3日至5日在广西柳州看望越南劳动党主席胡志明，勸他接受「兩個越南」，自此越南不再完全信任北京方面。北越接受了建議，各方最後达成协议。张闻天、王稼祥也离开日内瓦。在此期间，李克农主持代表团的工作，并协助越南代表与法国代表商谈印度支那问题。
7月9日，周恩來一行帶着毛和中共中央確定之方針，飛離北京，7月12日返抵日內瓦；7月21日越南、老撾、柬埔寨交戰方分別在停戰協定上簽字，法國政府發表關於從印度支那三國撤軍之聲明，日內瓦會議通過《日內瓦會議最後宣言》；美國拒絕在會議最後宣言上簽字，稱：美國「對於任何違反上述協定重新進行侵略的行為將極為關切，並認為是對國際和平與安全的嚴重威脅」:102。

## 会议结果
经过8次全体会议、23次限制性会议的讨论。1954年7月21日九國外長共同达成《日内瓦会议最后宣言》，內容為：
1. 自北緯十七度分割南北越南。
2. 法兰西联邦军队与越南人民军分别在300天内分别进入分界线南北各自的集结区
3. 法國撤出越南，並承認他前殖民地三邦變為獨立國。
4. 在越南境內不得設任何軍事基地。
5. 南北越為中立國家，不得與任何國家締結軍事同盟，不得進口軍火，不得依附任何集團國家。
6. 南北越在1956年7月以前實行普選，由普選再統一南北越。
7. 沿著北緯17度在南北两侧各不超过5公里劃出非軍事區。
8. 由加拿大、印度、波蘭三國成立一個國際監督委員會，負責監督雙方履行停戰協定中各項條款。
9. 各國尊重三邦獨立和主權完整，不干涉三國內政。[6]

但后来只有法国和北越签署了这个协议。越南被分为南北两个地区，这两个地区于越南战争后合并。
除了美国与南越，各方谈判代表声明赞同这一宣言。美国代表声明不参与这一宣言，但“根据联合国宪章，它将不为协议执行设置障碍，也不以武力破坏协议”。南越表示不能接受这一协议。1955年越南公民投票，越南共和国成立，越南战争爆发。

## 中英關係
1950年1月6日，英国外交大臣贝文致电中华人民共和国政务院总理兼外长周恩来，承认中華人民共和國中央人民政府为“中国法律上之政府”，愿意同中華人民共和國建立外交关系，在未任命大使之前，派胡階森为临时代办。而中華人民共和國政府僅承認胡為“大不列颠及北爱尔兰联合王国政府派来北京就贵我两国建立外交关系问题进行谈判的代表”。
在日内瓦會議上，中英雙方展開了一系列磋商。1954年6月17日，中英双方同时发表公报：“中华人民共和国中央人民政府和联合王国协议，中央人民政府派遣代办驻在伦敦，其地位和任务与英国驻北京代办的地位和任务相同。”

### 引用
1. ↑  张素林，从日内瓦会议看周恩来的外交艺术，载 档案与史学2004年第4期 的存檔，存档日期2009-09-04.
2. 1 2 3 4 5  中共中央文獻研究室，逄先知、金沖及主編 (编).  香港第一版. 香港: 中和出版. 2011. ISBN 978-988-15116-8-3.
3. ↑  .   [2018-09-20]. （原始内容存档于2018-09-20）.
4. ↑  .   [2014-05-16]. （原始内容存档于2018-10-17）.
5. ↑   (PDF). 当代中国研究所.   [2014-05-16]. （原始内容存档 (PDF)于2017-10-13）.
6. ↑  袁文靖，越南戰爭史，台北：國際現勢周刊社，民國七十年十二月，頁四。
7. ↑  英国及锡兰政府愿与我建外交关系  我分别复电同意进行谈判，人民日报1950年1月10日，第1版
8. ↑  张素林，新中国的半外交关系，載 世界知識2005年第1期 的存檔，存档日期2009-05-05.